# Greg Jacobs
Gregory „Greg“ Lynn Jacobs (* 21. August 1954 in Oklahoma) ist ein US-amerikanischer Country- und Folkmusiker.

## Leben und Karriere
Jacobs verbrachte seine Jugend in Choctaw, einem Vorort Oklahoma Citys. Später zog er nach Stillwater, wo zu dieser Zeit die Red-Dirt-Musik mit Interpreten wie Bob Childers, Jimmy LaFave, Tom Skinner oder den Red Dirt Rangers entstand. Gleichzeitig startete dort auch die Karriere des jungen Garth Brooks.
Nach einigen Jahren in Stillwater ging er nach Kentucky, traf in Nashville aber noch immer regelmäßig andere Musiker der Red Dirt-Szene. Seine zwischenzeitlichen Pläne, sich selbst in Nashville niederzulassen, scheiterten jedoch. Weiterhin trat er einmal im Jahr in Stillwater bei einer Reunion-Show mit Größen wie LaFave oder Kevin Welch auf. Schließlich kehrte er nach Oklahoma zurück.
1994 und 1996 nahm er zwei Alben auf, die allerdings nur bei Auftritten verkauft wurden und nicht auf dem freien Markt erhältlich waren. Im Jahr 1997 nahm er dann South of Muskogee Town auf, das zunächst von einem kleinen Independent-Label veröffentlicht und dann vom etwas größeren Binky Records, für das auch andere Künstler der Szene arbeiteten, wiederveröffentlicht wurde. Wie auch das Nachfolgealbum Look At Love wurde es 1999 herausgebracht. Anfang der 2000er-Jahre veröffentlichte er sein bislang letztes Studioprojekt Reclining With Age.
In den letzten Jahren hat er zunehmend auch mit Red Dirt-Musikern der jüngeren Generation gearbeitet, darunter The Departed oder Jason Boland & the Stragglers. Im Jahr 2011 veröffentlichte er das Livealbum Lucky.
Jacobs arbeitet hauptberuflich als Geschichtslehrer und besitzt eine Ranch.

## Musikstil
Die musikalischen Vorbilder Jacobs’ Jugend waren vor allem John Prine und Bob Dylan. Er spielt einen für die Red Dirt-Szene typischen Genremix aus Country, Folk, Blues und Rock.

## Diskografie
- 1999: South of Muskogee Town
- 1999: Look at Love
- 2003: Reclining With Age
- 2011: Lucky (live)
- 2019: Encore